# Адельгейда Австрийская
Адельге́йда Австри́йская (нем. Adelheid von Österreich; 3 июня 1822, Милан — 20 января 1855, Турин) — дочь австрийского эрцгерцога Райнера Иосифа; жена короля Сардинии Виктора Эммануила II. Адельгейда стала матерью восьмерых детей, среди которых король Италии Умберто I и король Испании Амадей I.

## Биография
Её императорское и королевское Высочество эрцгерцогиня Адельгейда Австрийская родилась в королевском дворце Милана в семье Райнера Иосифа Австрийского и Елизаветы Савойской и была вторым ребёнком и второй дочерью из восьми детей супругов. В семье Адельгейда была известна как Адель. Её отец был вице-королём Ломбардо-Венецианского королевства и был сыном императора Священной Римской империи Леопольда II и его жены Марии Луизы Испанской. Её мать была членом Савойского дома. Брат Адельгейды, Райнер Фердинанд, впоследствии стал министр-президентом Австрии.
12 апреля 1842 года во дворце Ступиниджи Адельгейда вышла замуж за герцога Савойского Виктора Эммануила — сына сардинского короля Карла Альберта и наследника престола, который являлся её двоюродным братом. Этот брак должен был укрепить связи между Габсбургами и Савойским домом, однако многими современниками рассматривался как расширение австрийского влияния в итальянских делах. После свадьбы Адельгейда стала именоваться Её императорское и королевское Высочество герцогиня Савойская.
Мать Виктора Эммануила, Мария Тереза Тосканская, оказывала на сына большое влияние всю его жизнь. Свекровь Адельгейды приходилась ей кузиной, а их общим предком был император Леопольд II. Адельгейда была тихой и набожной женщиной, воспитывавшейся в строгости. Она была любящей женой, несмотря на непростые отношения с мужем, и много времени тратила на благотворительность. В течение их тринадцатилетнего брака Виктор Эммануил имел многочисленные внебрачные связи.
В марте 1849 года, в результате событий предыдущего года, свёкор Адельгейды, Карл Альберт, отрёкся от престола в пользу сына. 8 января 1855 года Адельгейда родила последнего ребёнка — сына Виктора Эммануила. Через четыре дня умерла её свекровь Мария Тереза. Адельгейда посетила похороны бывшей королевы, состоявшиеся 16 января, и вернулась во дворец уже сильно простуженной. Она умерла четыре дня спустя в Королевском дворце в Турине во время приступа гастроэнтерита и была похоронена в королевской базилике Суперга. В 1861 году Виктор Эммануил стал первым королём Объединённой Италии. Ещё через несколько лет он заключил морганатический брак со своей давней любовницей Розой Верчеллана.

## Потомство
У Виктора Эммануила и Адельгейды было восемь детей:
- Людовика Тереза Мария Клотильда (2 марта 1843 — 25 июня 1911) — была замужем за Наполеоном Жозефом Бонапартом, двоюродным братом Наполеона III, от которого родила двоих сыновей и дочь.
- Умберто Райнер Карл Эмануил Джованни Мария Фердинандо Евгений (14 марта 1844 — 29 июля 1900) — король Италии; был женат на Маргарите Савойской, дочери Фердинанда, герцога Генуэзского и Елизаветы Саксонской; в браке родился один ребёнок — будущий король Италии Виктор Эммануил III.
- Амедео Фердинандо Мария (30 мая 1845 — 18 января 1890) — король Испании; был дважды женат: первым браком на Марии Виттории Даль Поццо, дочери Карло Эммануэля даль Поццо[англ.] и Луизы де Мероды[англ.], от которой имел троих сыновей; вторым браком на своей племяннице Марии Летиции Бонапарт, дочери Наполеона Жозефа Бонапарта и Клотильды Савойской, от которой имел одного сына.
- Оддоне Евгений Мария (11 июля 1846 — 22 января 1866) — герцог Монферрат; женат не был, детей не имел.
- Мария Пиа (17 октября 1847 — 5 июля 1911) — была замужем за королём Португалии Луишем I, от которого родила двоих сыновей.
- Карл Альберт (2 июня 1851 — 22 июня 1854) — герцог Шабле.
- Виктор Эммануил (р. и ум. 6 июля 1852)
- Виктор Эммануил (8 января — 17 мая 1855) — граф Женевуа.